# Reichenbach (hessisches Adelsgeschlecht)
Grafen von Reichenbach, nach der Burg Reichenbach im heutigen Stadtteil Reichenbach von Hessisch Lichtenau in Nordhessen, nannte sich seit 1089 ein Zweig der Grafen Gozmar, deren Vorfahren die Burg wohl schon seit etwa 750 in Besitz hatten, bzw. dort als Amtsgrafen seit der fränkischen Eroberung des Gebiets unter Pippin dem Jüngeren eingesetzt worden waren. Der Reichenbacher Zweig des Geschlechts starb 1279 im Mannesstamm aus (siehe auch Stammliste der Grafen von Reichenbach), während die Ziegenhainer Linie bis 1450 überlebte.
Es besteht keine verwandtschaftliche Beziehung zu dem schlesischen Adelsgeschlecht der Grafen Reichenbach.

## Vertreter
- Gozmar. Um die Mitte des 11. Jahrhunderts, wohl zur Zeit von Graf Gozmar (* um 1020, † nach 1062), der 1062 als Hochvogt von Fulda erwähnt ist, legten sie auf dem Berg, auf dem bereits in römischer Zeit ein Kastell und im 5. Jahrhundert eine chattische Wallburg gegen die Hermunduren gestanden hatten, auf der Grundlage einer Vorgängerburg eine neue Burg an.

- Gozmar I. Gozmars Sohn Gozmar I. (* um 1045, † nach 1117) nannte sich als erster Graf von Reichenbach. Er war seit 1108 Domvogt von Fulda, ein Amt, das bis zum Jahre 1344 Mitglieder des Hauses Reichenbach bzw. später Ziegenhain innehatten.

- Rudolf I. und Gozmar II. Auf Gozmar I. folgten nacheinander seine Söhne Rudolf I. von Reichenbach (* um 1070, † nach 1123) und Gozmar II. († 1141). Die Reichenbacher hatten inzwischen, wohl in ihrer Stellung als Vögte von Fulda, ausgedehnten Besitz im Raum Ziegenhain und Wegebach erworben. Gozmar II. verlegte seine Residenz daher von Reichenberg nach Wegebach und wurde zum Stammvater der Grafen von Ziegenhain.

- Gottfried I. von Ziegenhain. Gozmar II. wurde von seinem Sohn Gottfried I. beerbt, der zunächst in Wegebach residierte, dann aber 1144 in Ziegenhain eine neue Burg errichtete und seinen Sitz dorthin verlegte. Er und seine Nachfahren nannten sich seitdem Grafen von Ziegenhain, gelegentlich bis 1220 auch Grafen von Wegebach oder Grafen von Ziegenhain und Wegebach.

- Poppo I. Der dritte Sohn Gozmars I., Poppo I. († 1156), erhielt nach dem Tod seines kinderlos gestorbenen Bruders Rudolf I. die Reichenbacher Teile des Familienbesitzes und nutzte seine Stellung als Untervogt des Klosters Hersfeld (seit 1138) sowie seine Heirat mit Bertha von Felsberg zur stetigen Ausdehnung seines Herrschaftsbereichs im nördlichen Osthessen zwischen Meißner und Rotenburg an der Fulda und zum Erwerb von ausgedehntem Streubesitz und Vogtei- und Lehnsrechten bei Frankenberg (Eder), Jesberg, Haina, Wildungen sowie am Unterlauf der Eder, vor allem um Brunslar. Der Mainzer Erzbischof Adalbert II. belehnte Poppo 1141 mit der Burg Hollende, der ehemaligen Stammburg der 1137 im Mannesstamm ausgestorbenen Gisonen bei Wetter, und ernannte ihn 1145 zum Burggrafen von Amöneburg. Poppo nannte sich daher Graf von Reichenbach, Hollende und Felsberg. Gemeinsam mit Graf Volkwin II. von Schwalenberg, dem Ehemann seiner Tochter Luitgard und Begründer des Grafengeschlechts von Waldeck, stiftete er um 1144 das Kloster Haina auf der Aulisburg bei Löhlbach, das 1214 an seinen heutigen Standort verlegt wurde.

- Heinrich I. Poppos Sohn Heinrich I. („Albus“) von Reichenbach († 1170) folgte seinem Vater in dessen osthessischen Besitzungen und Vogteirechten und wurde 1162 Domvogt von Fulda. Sonst ist nicht viel über ihn bekannt. Hollende und Amöneburg fielen dagegen wohl an Poppos Neffen Poppo II., einen Sohn Gozmars II. und Bruder Gottfrieds I., der bis zu seinem Tod 1170 als Graf von Hollende auf Burg Hollende residierte.

- Heinrich III. Auf Heinrich I. folgte in Reichenbach sein Sohn Heinrich III. († 1250), der Bertha von Bilstein heiratete und ab 1231 als Mönch in Haina lebte. Sowohl Heinrich III. als auch sein Sohn Gottfried III. traten um 1219/1221 in den Deutschen Orden ein. Schon 1207 hatte Heinrich III. bei einer Fürstenversammlung im August in Nordhausen in Thüringen und kurz danach bei einem Hoftag in Würzburg, zusammen mit Vertretern aller Linien der Grafen von Ziegenhain und Reichenbach, das ehemalige (und nur kurzlebige) Nonnenkloster in Reichenbach dem Deutschen Orden übertragen, der damit seine erste Niederlassung in Deutschland erhielt. Von 1220 bis 1310 war die Ordensniederlassung Reichenbach als Komturei (Kommende) Mittelpunkt des Ordensbesitzes im osthessischen Raum.

- Gottfried III. Mit Heinrichs Sohn Gottfried III. starb der Reichenbachsche Zweig des Geschlechts aus. Das Erbe, darunter die Burg Reichenbach und umfangreicher Territorialbesitz unter anderem auch um Wildungen, fiel damit endgültig an die Landgrafen von Hessen, die als Rechtsnachfolger der Ludowinger das Anrecht darauf schon 1233 in einem Vertrag zwischen Konrad von Thüringen und Graf Berthold I. von Ziegenhain erworben hatten.